# استپی کندوانی
استپی کندوانی (نام علمی: Stipa krascheninnikovii ) نام یک گونه از سرده استپی است. سرده استپی در ایران در حدود ۲۰ گونه گیاه گندمی چندساله و یکساله دارد.